# San Giovanni Battista Decollato
San Giovanni Decollato ou Igreja de São João Decapitado é uma igreja titular de Roma, Itália, localizada no rione Ripa e dedicada a São João Batista. É uma das igrejas regionais da Toscana na cidade.
O último cardeal-diácono protetor da diaconia de São João Batista Decapitado foi Mario Nasalli Rocca di Corneliano (m. 1988). O título está vago desde então. 

## História
A igreja atual está no local da antiga igreja de Santa Maria de Fovea, Santa Maria della Fossa ou Santa Maria in Petrocia. Em 1488, ela foi cedida para a "Arquiconfraternidade do Decapitado João Batista", que começou a reconstruí-la em 1504, mudou sua dedicação para a atual e passou a ter como festa principal a Decapitação de São João.
A arquiconfraternidade tem sua origem em Florença e foi batizada em homenagem ao padroeiro da cidade e seu objetivo era ajudar os condenados à morte, convidando-os ao arrependimento, aplicando-lhes os ritos finais e enterrando-os depois da execução. A nova igreja foi terminada em 1588 e, em 1600, o papa Clemente VIII mandou construir um novo claustro, no qual as valas comuns dos condenados à morte ainda podem ser vistas — elas estão revestidas de mármore e levam a inscrição "Domine, cum veneris iudicare, noli me condemnare" ("Senhor, quando virdes julgar-me, não me condeneis"). A igreja foi restaurada novamente em 1727 e 1888.